# Couronne funéraire

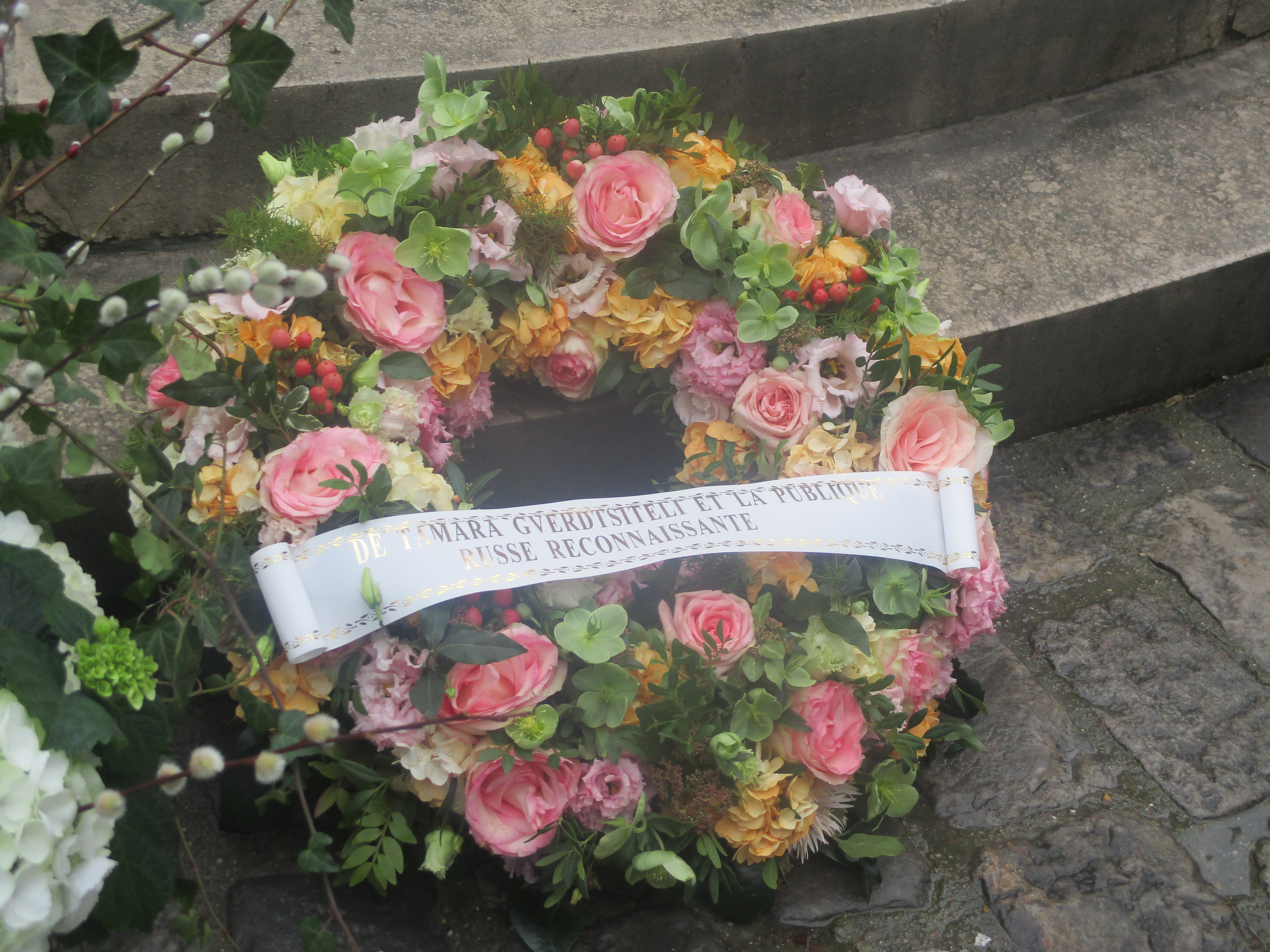
Couronne funéraire à base de roses.

Une couronne funéraire, ou couronne mortuaire, est une couronne de fleurs ou de feuilles (olivier, cyprès, épineux, laurier)  que l'on dispose aux obsèques d'une personne, puis sur sa sépulture, pour exprimer son deuil, son hommage et ses regrets, et pour rappeler la couronne triomphale que le défunt reçoit dans l'éternité.

## Histoire
Le symbolisme de la couronne est utilisé pour les funérailles, dans la civilisation européenne, au moins depuis l'Antiquité grecque. Il signifie en effet le cercle de la vie éternelle. Des couronnes mortuaires de feuilles persistantes étaient disposées sur la sépulture des vierges martyres à l'époque de l'Église primitive afin de représenter la victoire de la vie éternelle sur la mort, comme il est déclaré dans le Nouveau Testament.
À l'époque moderne dans certains pays européens, et notamment en Angleterre, la coutume voulait qu'aux funérailles d'une jeune vierge, une jeune fille de son âge prenait la tête de la procession funéraire portant une couronne mortuaire de fleurs blanches, afin de symboliser la pureté de la défunte, comme la « couronne de gloire éternelle réservée pour elle aux cieux. ».
Au XIXe siècle et jusqu'au milieu du XXe siècle, la symbolique des fleurs était très importante et celle de la couronne mortuaire ne l'était pas moins. Les fleurs représentaient la vie et la résurrection et chacune pouvait évoquer un sentiment particulier (la rose : l'amour éternel, le lys : la pureté de l'âme, le chrysanthème : le repos éternel, le gerbera : l'amour profond, le lierre : l'amour conjugal, etc.). Les branches de cyprès ou de saules (qui symbolisent le deuil) permettaient de fixer les fleurs. Aujourd'hui ce sont encore des branches d'arbre, que l'on utilise ; mais l'on y préfère des fils en métal plus pratiques. À l'époque victorienne, l'on a commencé à ajouter des perles artificielles, du taffetas ou du satin et des fleurs en papier. Cette mode s'est atténuée au milieu du XXe siècle.
Des couronnes funéraires, ainsi que des coussins de fleurs, sont habituellement déposées sur les tombes des soldats ou devant les monuments aux morts par les autorités pour commémorer l'armistice de la guerre de 1914-1918 ou celui de la guerre de 1939-1945, ainsi que pour marquer tout autre commémoration militaire. Des couronnes de fleurs sont aussi jetées dans la mer, pour une personne disparue en mer, à la fin de la cérémonie.

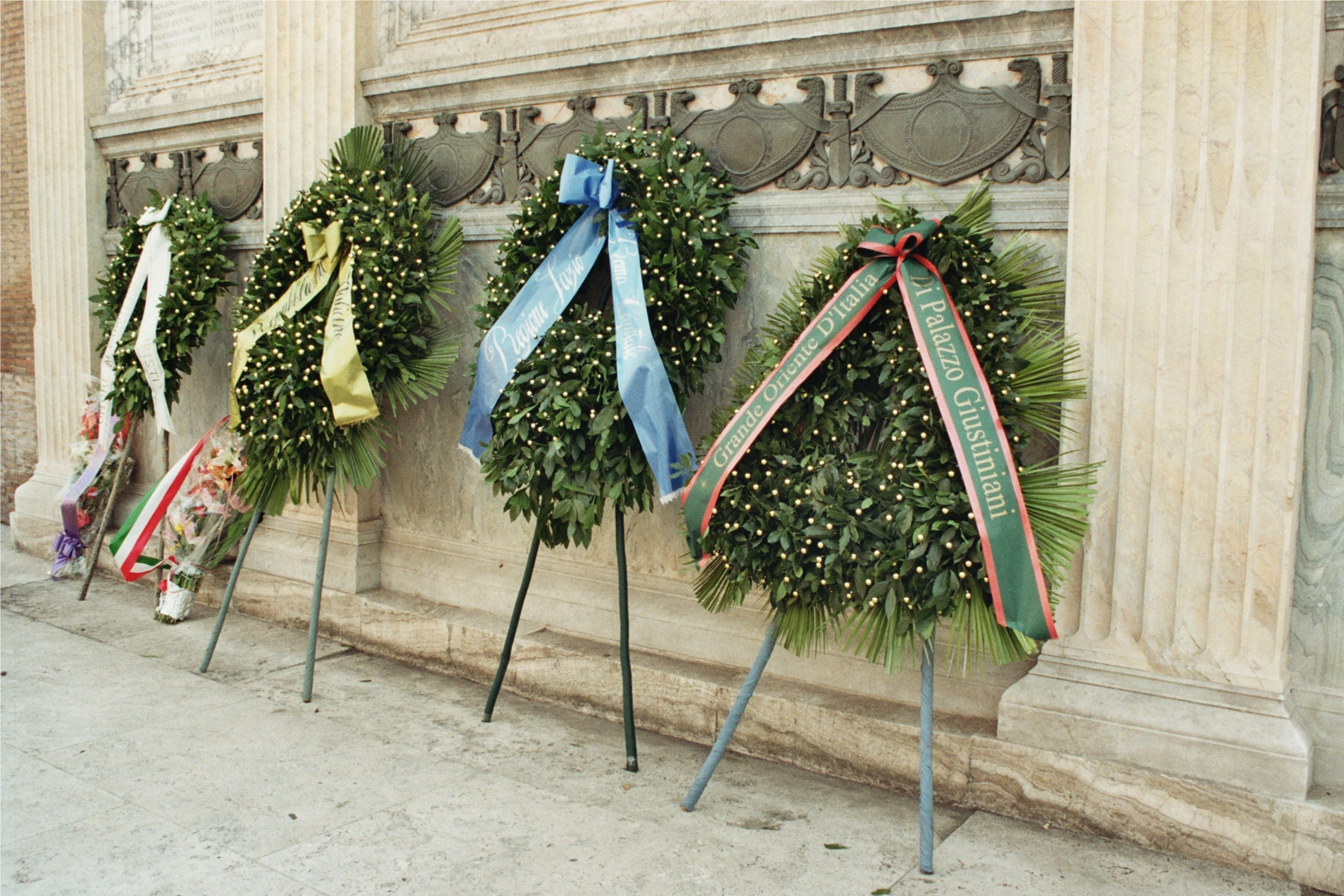
Couronnes funéraires commémorant les soldats morts pour la libération de Rome.
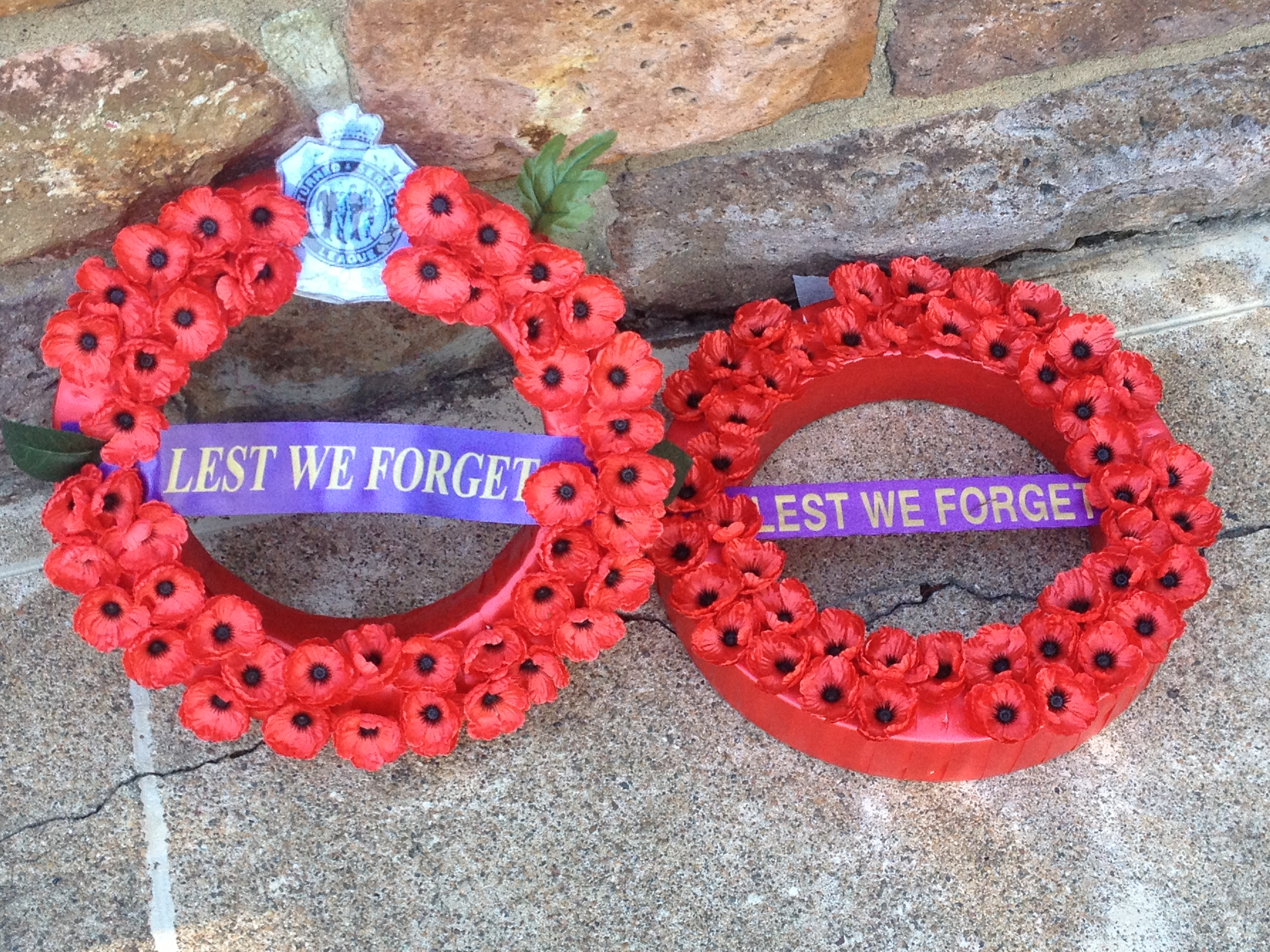
Couronnes de coquelicots artificiels pour commémorer la fin de la Première Guerre mondiale en Australie.
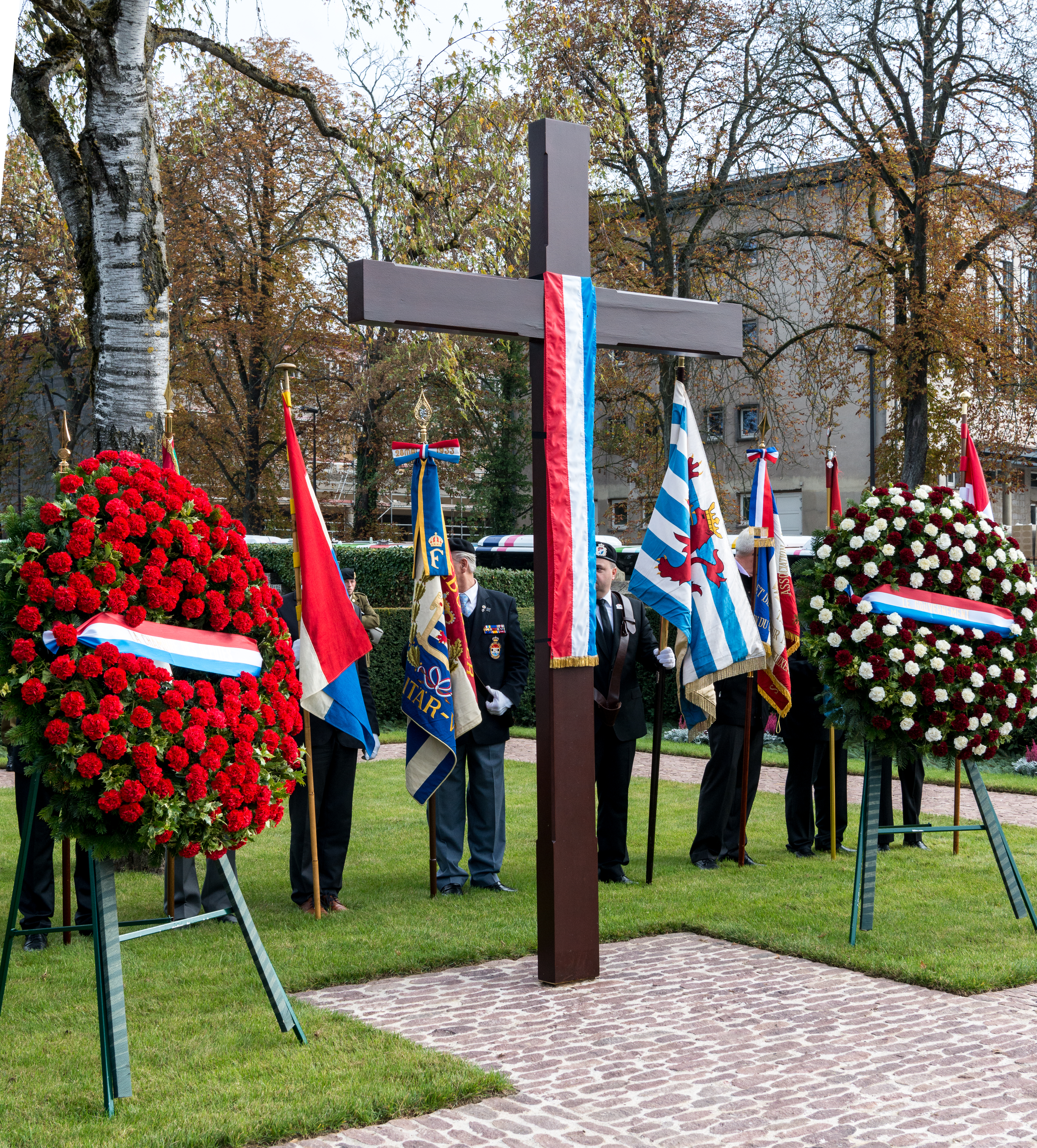
Journée de la commémoration nationale à Luxembourg.